# Manchester (Michigan)
Pour les articles homonymes, voir Manchester (homonymie).
Manchester est un village du comté de Washtenaw, dans l'État du Michigan, aux États-Unis. En 2020, il comptait une population de 2 037 habitants.